# Concetto
Een concetto (It. concetto, inval; Lat. con-capere, bijeen-nemen, in zich opnemen) is een stijlfiguur, waarmee een  woordenspel met een vaak vergezochte (en daardoor verrassende) beeldspraak bedreven wordt.

## Geschiedenis
De geboorte van het concetto valt in de Italiaanse renaissance. Tijdens de barok en het maniërisme werd het concetto, als onderdeel van het petrarkisme, met name onder de Metaphysical poets in Engeland populair.

## Soorten
Een petrarkistisch concetto bestaat uit overdreven, uitvoerige vergelijkingen in relatie tot de koude en wrede, maar mooie geliefde en de wanhopige minnaar. Het concetto van de Metaphysical Poets, met name John Donne, combineert beelden die zodanig van elkaar verschillen dat ze op het eerste gezicht niets met elkaar gemeen hebben, zoals het verhevene en het alledaagse, of het heilige met het profane.
In de emblematiek kan zowel de prent als het bijbehorende epigram een concetto zijn, in welk geval de prent dus niet slechts de illustratie bij een tekst is, maar daaraan gelijkwaardig is. In de Emblemata amatoria van Heinsius uit 1601 is dit het geval bij de prent bij Petrarca's 186e sonnet.
Naast het petrarkische concetto is er een Engels type dat vooral bij John Donne is te vinden.

## Voorbeelden

### Literaire voorbeelden
Constantijn Huygens heeft invloed van Donne ondergaan en daarom bevatten zijn sneldichten vaak concetti. Ook de maniëristische dichter Willem van Swaanenburg. Van Huygens is het volgende voorbeeld:
Bij avond komt de wolf gegaan,
en vlooit de ezel in de maan.
De beschrijving van het seksleven van Adam en Eva in Joost van den Vondels treurspel Lucifer verloopt onder meer via het volgende concetto waarmee een tegenstelling wordt uitgedrukt:
Hun leven is beminnen
En wederminnen met een' onderlingen lust,
Onendelyck gelescht, en nimmer uitgebluscht (vs. 146-148)
In het derde bedrijf van hetzelfde treurspel protesteert de Rei tegen het aanbrengen van een orde die niet van God komt:
Ons schikken is den Staet van dit Heelal verwarren,
Misschicken al wat Godt geschickt heeft, en beleit (vs. 947-948)

### Picturale voorbeelden
Johannes Vermeer heeft een verwijzing naar een  concetto uit Amorum emblemata van Otto Vaenius uit 1608 verwerkt in het schilderij Staande virginaalspeelster, namelijk naar Cupido die een bord met het cijfer 1 omhoog houdt terwijl hij zijn voet op een ander bord met de cijfers 2 tot 10 heeft. Aldus wordt de exclusiviteit van de liefde uitgebeeld.